# Сейкай-Мару
Сейкай-Мару (Seikai Maru) – судно, яке під час Другої Світової війни взяло участь у операціях японських збройних сил в архіпелазі Бісмарка.

## Передвоєнна служба
Сейкай-Мару спорудили в 1940 році на верфі Uraga Dock на замовлення компанії Toa Kaiun.
В якийсь момент Сейкай-Мару реквізували для потреб Імперського флоту Японії та переобладнали його у канонерський човен.
На момент вступу Японії у Другу світову війну корабель входив до складу 5-го дивізіону канонерських човнів, що базувався у центральній частині Каролінських островів на атолі Трук (ще до війни тут була створена потужна база японського ВМФ, з якої до лютого 1944-го провадились операції у цілому ряді архіпелагів).

## Вторгнення до архіпелагу Бісмарка
У першій половині січня 1942-го судно перейшло до нещодавно захопленого острова Гуам (Маріанські острови). Тут конвой транспортів прийняв на борт 144-й піхотний полк для подальшого десанту в Рабаул на острові Нова Британія (архіпелаг Бісмарка). 14 січня конвой полишив Гуам, при цьому Сейкай-Мару та ще один переобладнаний канонерський човен Ніккай-Мару, а також переобладнані мисливці за підводними човнами Тоши-Мару №5 і Тама-Мару №8 ескортували третій ешелон.
23 січня десант висадили у Рабаулі, котрий на наступні кілька років став  головною передовою базою японців у архіпелазі Бісмарку, з якої провадитимуться операції на Соломонових островах та сході Нової Гвінеї.

## Вторгнення на Соломонові острови
У середині квітня 1942-го Сейкай-Мару вирішили задіяти у запланованій операції з оволодіння Порт-Морсбі на Новій Гвінеї та створення баз на Соломонових островах, для чого включили до складу загону, котрий мав забезпечувати створення передових баз гідролітаків.
26 – 28 квітня корабель разом з іншим переобладнаним канонерським човном Ніккай-Мару здійснив перехід до якірної стоянки Шортленд (прикритої групою невеликих островів Шортленд акваторії біля південного завершення острова Бугенвіль), куди необхідно було доправити матеріали та будівельників для створення першої такої бази.
2 чи 3 травня 1942-го Сейкай-Мару, Ніккай-Мару і Кейджо-Мару (ще один переобладнаний канонерський човен з того ж дивізіону) прибули до затоки Реката-Бей на розташованому далі на схід острові Санта-Ісабель, де з’явилась тимчасова база гідролітаків. Перебазована сюди авіагрупа з корабля Кійокава-Мару (сам він в цей час проходив ремонт) та гідроавіаносець Камікава-Мару прикривали проведену 4 травня висадку на Тулагі (далі на схід архіпелагу поблизу острова Гуадалканал), котру здійснив загін, що прибув із Трука.  

## Ескортна служба
Відомо, що у травні 1943-го "Сейкай-Мару" супроводжував конвой №3515, який прослідував з Токійської затоки на Трук. 

## Обставини загибелі
Станом на початок осені 1943-го Сейкай-Мару перебував в архіпелазі Бісмарка. 16 вересня він підірвався на міні та затонув поблизу Кавієнга (друга за значенням японська база в архіпелазі, розташована на північному завершенні острова Нова Ірландія). Мінна постановка була здійснена ще 4 червня підводним човном Silversides.